# Parafia Trójcy Przenajświętszej w Starym Dzikowie
Parafia Trójcy Przenajświętszej w Starym Dzikowie – parafia należąca do dekanatu Cieszanów w diecezji zamojsko-lubaczowskiej. Została erygowana w 1781. Mieści się przy ulicy Kościuszki. Prowadzą ją księża diecezjalni.
Do parafii należą wierni z następujących miejscowości: Koziejówka, Moszczanica, Witki, Nowy Dzików i Stary Dzików

## Historia
Stary Dzików początkowo należał do parafii w Oleszycach. W II połowie XVII wieku zbudowano kaplicę pw. Trójcy Przenajświętszej, przy której od 1707 roku posługiwał wikariusz. Parafia w Starym Dzikowie została erygowana w 1781 roku. Kościół murowany, późnobarokowy, wzniesiony w 1781 roku. z fundacji Adama Czartoryskiego, restaurowany w 1896 roku, rozbudowany w 1937 roku. (dodanie transeptu), odnowiony w 1975 roku. 
W kościele są tablice poświęcone pamięci żołnierzy Wojska Polskiego, partyzantów Armii Krajowej i Batalionów Chłopskich oraz mieszkańców wsi, zamordowanych przez Niemców, NKWD i UPA.
Proboszczami parafii byli m.in.: ks. Augustyn Boraczek, ks. Franciszek Długopolski (1929–1938), ks. Felicjan Palewicz (1938–1967), ks. Józef Głaz (1967–2001), ks. Piotr Lenart (2001–2005), ks. Czesław Gołdyn (2005–2008), ks. Piotr Podborny (2008–2018).